# 백남기

2015년 11월 1차 민중총궐기 집회 참가자들과 경찰 버스를 밧줄로 당기다 물대포에 쓰러진 백남기

백남기(白南基, 1947년 10월 8일 ~ 2016년 9월 25일)는 대한민국의 농업인이다.

## 생애
백남기는 전라남도 보성군 웅치면 유산리 부춘마을 출신으로 1968년에 중앙대학교 행정학과에 입학했지만 민주화운동을 했다가 박정희 정부 시기에 2회 제적을 당해 가톨릭 수도원에서 수도사로 생활했다. 1980년 서울의 봄 때 복학해 총학생회 부회장을 맡아 1980년 5월 초까지 계속 민주화운동을 벌였지만 5·17 쿠데타로 비상계엄이 확대되면서 계엄군에 체포되었다. 중앙대학교에서 퇴학당했고, 계엄 포고령 위반으로 징역형을 선고받았다.
가석방 후 고향으로 귀향해 1986년에 가톨릭농민회에 가입하여, 1992년~1993년 가톨릭농민회 전국 부회장을 역임하였다. 그리고 한국의 밀에 관심을 가지고 우리밀살리기운동본부 광주‧전남본부의 창립을 주도하며, 1994년 공동의장으로 활동하였다.
2015년 11월 14일 '1차 민중총궐기' 시위에서 차벽을 뚫기 위해 다른 집회 참가자들과 함께 버스에 묶인 밧줄을 잡아당기던 중 경찰의 물대포에 맞아 쓰러졌다. 이후 뇌출혈로 오후 7시 30분에 구급차에 실려가 서울대학교병원에서 4시간에 걸친 대수술을 받았으나, 이후 1년 가까이 의식불명 상태에 빠져 있다가 2016년 9월 25일 오후 2시 15분 서울대학교병원에서 사망하였다.
서울대학교병원에서 최초로 작성한 사망진단서에는 사망 원인이 병사로 기재되어 논란이 되었으나, 2017년 6월 15일 서울대병원은 사망진단서의 사망 원인을 외인사로 변경하였다. 사망진단서 변경에 따라 6월 16일 경찰도 백남기의 사망에 대하여 공식적으로 사과하였다. 그러나 정작 이와 반대로 백남기의 주치의였던 서울대학교병원 신경외과 백선하 교수는 백남기의 사인이 '병사'라는 소신을 일관되게 고수하였다.
그의 유해는 광주광역시에 있는 5.18 구 묘역(망월공원묘원)에 안장되었으며, 사후 중앙대학교에서 명예학사를 받았다.

## 적법성 논란
백남기가 물대포에 맞아 쓰러지기 전 차벽을 뚫기 위해 다른 집회 참가자들과 함께 버스에 묶인 밧줄을 잡아당기던 행위에 대한 적법성 논란이 있었다.
새누리당 일부 의원들은 폴리스 라인을 넘어 쇠파이프, 사다리, 각목, 밧줄 등으로 경찰에 난동을 부린 시위대를 폭도로 규정하고, 선진국의 공권력을 예시로 들며 백남기에 대한 물대포 발사는 경찰의 정당방위라고 하였다. 구은수 서울경찰청장 역시 기자간담회에서 "집회 참가 농민이 다친 건 안타깝지만 애초에 폴리스 라인을 훼손하고 불법 집회로 변질시킨 책임은 시위대에 있다"고 밝혔다.
한편, 차벽 설치가 위헌이라는 헌법재판소의 판결을 들어 경찰의 차벽 설치를 비판하고 백남기의 행위가 정당한 저항행위라고 두둔하는 의견도 있었다. 서강대학교 법학전문대학원 이호중 교수는 "교통 소통을 위해서 평화적인 집회를 제한한다고 하는 건 국제 인권 기준에 비추어 보면 말도 안 되는 이야기"라고 지적했다.
이같은 의견에 대해 경찰에서는, 헌법재판소가 위헌이라고 판단한 차벽 전면 차단이 아닌, 시민들의 이동 통로를 보장하는 차벽의 제한적 설치는 적법하다는 서울중앙지법 형사 27부(부장 심규홍)의 판결을 들어, 시위 당시 차벽 설치의 적법성을 역설하며 차후에도 폴리스 라인을 넘어 차벽을 훼손할 경우 엄중 대응할 것을 재확인하였다.
물대포의 직사살수 방식에 대한 문제 제기도 있었다. 더불어민주당 진선미 의원실을 통해 입수한 한상균 전 민주노총 위원장에 대한 서울중앙지법 형사 30부(부장 심담)의 판결문에 의하면, “경찰이 백남기의 머리를 향해 직사살수한 것은 의도적인 것이든 조작실수에 의한 것이든 위법하다”고 사법부는 판단했다.

## 사망 원인 논란

### 경찰의 물대포 원인 논란
사고 당일 경찰의 사고 보고서에는 백남기가 물대포 사용으로 인해 뇌출혈을 입었다고 적혀있었다.
백남기의 주치의인 백선하 교수는 그가 회생이 불가능한 상황은 아니었다고 주장하며 백남기씨 유가족에게 연명의료계획서를 두 차례나 받은 것과 관련해 "가족들이 치료를 거부해서 자료를 남기기 위해 받았다"라고 말했다. 그는 "백남기 환자분은 외부 충격으로 인한 급성 경막하출혈로 오셨다"면서도 "(고인은) 급성 신부전증의 합병증인 고칼륨혈증이 있었고 받아야 하는 치료를 못 받아 심정지로 사망한 것"이라고 설명했다.
2017년 6월 15일, 서울대학교병원이 백남기의 사망진단서에 기재된 사망 원인을 "병사"에서 "외인사"로 변경하자, 16일 이철성 경찰청장은 백남기의 사망에 대하여 공식적으로 사과하였다.
그러나 백남기의 주치의 백선하 교수는 2019년 11월 17일 변호인단을 통한 국회 기자회견에서 백남기의 두개골 오른쪽 부위에는 적어도 4곳 이상에 서로 연결되지 않은 심한 골절상이 있었다고 최초로 밝혔다. 백선하 측은 이러한 골절상은 망치로 여러 차례 힘껏 내려치거나 차에 치여 여러 차례 구르는 정도여야 생길 수 있는 정도의 골절상이라고 지적하며, 물대포는 맞는 순간 압력이 옆으로 분산되기 때문에 이런 골절상을 일으키긴 어렵다고 강조하였다. 백선하의 주장은 빨간 우의 가격설을 제기한 이용식 건국대 의대 교수의 주장과 맥락을 같이 한다.

### 제3자에 의한 가격 의혹 제기
새누리당을 비롯한 일각에서 백남기가 쓰러졌을 당시 동영상에 빨간 우의를 입은 자가 쓰러진 백 씨를 덮치는 장면이 있어, 백 씨의 두개골 골절은 물리적인 측면에서 물대포가 원인이라기 보다는 시위대의 폭행이 원인이라는 주장을 제기하였다.2015년 11월에 새누리당 김진태, 김도읍 의원도 김수남 검찰총장 인사청문회에서 이 빨간 우의 가격설을 제기하며 수사를 촉구했다.
민중총궐기 주최 측은 동영상을 보면 빨간우비를 입은 사람이 물대포에 맞아 쓰러진 것이며, 빨간 우비를 입은 사람은 병원 이송을 도운 것으로 나온다고 반론하였다.
당시 집회를 취재했던 뉴스타파에서는 빨간 우의를 입은 자가 그런 것은 고의가 아니라 뒷머리와 등 쪽에 물대포를 맞고 그 충격으로 넘어진 것이며, 빨간 우비를 입은 남성이 백남기 씨가 쓰러진 방향으로 물대포에 의해 밀려 넘어졌지만, 백남기 씨는 처음 영상 속 두 사람이 부축하러 오기 전에 이미 팔과 다리에 아무런 움직임을 보이지 않고 있던 상황이라 주장하였다.
일요신문에서 전문가에게 의뢰해 실시한 분석에서는 빨간 우비를 입은 남성은 물대포의 힘에 밀려 넘어진 것으로 추정하였고, 물대포를 맞는 순간 넘어지지 않고 버티려는 모습이 포착되었다.

#### 백남기의 사망 후 제도권 논란 재점화
그러나 2016년 9월 25일 백남기가 결국 사망하면서, 여당 새누리당 의원들 사이에서 빨간 우비의 가격에 대한 의혹을 풀기 위한 부검의 필요성이 급부상하였다. 새누리당 의원들은 백남기의 얼굴뼈가 부러진 안와 골절은 물대포로는 불가능하며, 빨간 우의 남성의 가격에 의한 골절 가능성을 입증하기 위해 경찰이 강력한 의지를 갖고 부검을 추진해야 한다고 강조하였다.
한편, 새누리당 유승민 의원은 "고(故) 백남기 농민 사망사건은 공권력이 과잉진압해 한 시민의 목숨을 죽음에 이르게 한 사건"이라며 위와 같은 주장과 선을 그으며, 정부 여당과 대립각을 세웠다.
검찰과 경찰의 고위 관계자들도 이 같은 여당 내 부검 주장에 동조하였다. 이영렬 서울중앙지검장은 사인을 과학적으로 객관적으로 명백히 하기 위해 부검을 해야 한다면서 부검의 필요성을 제기하였다. 경찰 고위관계자들도 물대포 이외에 다른 외상 원인이 있는지 명확히 하려면 부검을 해봐야 한다고 부검에 적극적인 의지를 보였다. 이철성 경찰청장 역시 2016년 10월 6일 국회 국정감사 현장에서 백남기의 사망이 경찰의 물대포에 인한 것인지는 단정짓기 어렵다며 다른 원인이 있을 수 있다는 가능성을 주장하였다.

#### 일부의 추가 의혹 제기와 논란
의학계 인사인 건국대학교 의과대학 두경부외과 이용식 교수는 물대포의 수압으로 피부에 상처가 날 수는 있어도 뼈가 부서지는 일은 있을 수 없다고 주장하였다. 이용식 교수는 당시 영상을 분석해 보면, 물대포의 수압에 어느 정도 버티며 뒤로 넘어진 백남기가 수압 자체의 충격으로 안면부 골절상을 당하는 것은 불가능하기 때문에, 빨간 우의를 입은 남자의 타격으로 인한 치명상 의혹과 그와 관련된 정치적 선동의 배후설을 강하게 제기하였다. 이 교수는 인체에 과거의 골절 흔적도 남아있기 때문에 부검을 하면 진상이 드러날 것이라며 부검을 속행할 것을 주장하였다. 10월 12일에는 이용식 교수가 뉴데일리와의 인터뷰에서 본인이 직접 물대포를 맞아보겠다며 공개 실험을 제안했다.
이후 10월 7일 다수의 보수단체가 경찰에게 빨간 우의 타살 의혹을 규명해달라는 수사의뢰서를 제출하였으며, 며칠 후인 10월 11일 새누리당 나경원 의원도 국정 감사에서 공개적으로 이 빨간 우의 가격설을 언급하여 다시 주목받았다.
2016년 10월 13일 박주민 더불어민주당 의원은 대검찰청 국정감사장에서 빨간 우의를 입은 남자는 백씨의 얼굴 위로 쓰러지지 않고 손을 뻗어서 땅을 짚고 있는 영상을 공개하며 제3자에 의한 충격설을 반박하였다.
2016년 10월 13일 숙명여자대학교 법학부 홍성수 교수는 위 영상을 보도한 한겨레 기사를 링크하며 "일베발 황당 음모론이 국회의원 입에서까지 나오고 그걸 굳이 반박까지 해야 하는 것이 대한민국 공론장의 현실"이라고 비판했다.
2016년 10월 17일 건국대학교 이용식 교수는 한겨레 TV가 추가 제공한 다른 각도에서의 고화질 영상에서 빨간 우의를 입은 자가 백남기의 안면부를 강타하여 머리가 크게 흔들리는 모습이 분명하게 포착되고 있다고 언급하였다. 이 교수는 추가 증거 분석을 통해 백남기가 빨간 우의를 입은 자에 의해 충격을 입은 게 확실해 보이므로, 일각에서 주장하는 특검을 하더라도 먼저 부검을 해서 사인을 확실히 밝힌 후 특검을 해야 한다고 거듭 주장하였다.
2016년 10월 18일 건국대학교 내 7개의 학생모임은 학생회관 앞에서 '국가 폭력 은폐하는 건국대학교 의학전문대학원 이용식 교수를 규탄한다'라는 기자회견을 연 후, 이용식 교수의 연구실에 찾아가 항의문을 붙였다. 이 기자회견에 참가한 건국대학교 학생들은 "이 교수의 주장은 허황된 것"이며, "이 교수가 짜깁기한 영상은 백 농민의 안면을 물대포가 강타하는 장면을 뺐고, 백남기 농민을 구하려다가 물대포를 직격으로 맞아 백남기 농민 쪽으로 쓰러진 것이 분명한 시민을 살인자로 지목했다"라고 비판했다. 그러면서 "진리의 상아탑이 돼야 할 대학의 교수가 이런 진실 은폐와 왜곡을 일삼고 있다는 일에 개탄을 금할 수 없다"라고 말했다. 한편, 이 문제에 건국대학교 총학생회 한울은 '해당 교수의 발언은 개인이 의견이므로, 총학생회가 직접적으로 참여하기엔 무리가 있다'고 표명했다.

#### 빨간 우의 당사자의 입장 발표
2016년 10월 19일 서울특별시 중구 프레스센터에서 '빨간우의' 당사자인 전국공공운수노동조합 광주‧전남지부 간부 출신 조합원인 40대 ㄱ씨가 기자회견을 열어 공식 입장을 밝혔다. ㄱ씨는 2015년 12월 11일 서울남대문경찰서에서 4시간 동안 조사를 받게 되었다. ㄱ씨는 조사 당시 경찰은 민중총궐기때 자신이 빨간 우의를 착용하고 있었다는 것을 알고 있었고, 채증한 증거자료를 보여주면서 조사하였으며, "예상 밖으로 백남기 어르신과 관련된 (물대포에 쓰러진) 시간대 사진만 제시하지 않았고, 묻지도 않았다. 앞뒤 상황은 다 물었다" 고 밝혔다.ㄱ씨는 “그동안 일베 등 일부의 (빨간우의 조합원이 백남기 농민을 가격해 사망의 원인이 되었다는) 주장은 너무 엉터리라 굳이 대응하여 국가폭력 살인이라는 초점을 흐리기를 바라지 않아 침묵했다”고 밝혔다. 그는 백남기 씨에 대해 "처음 뵙는 분이었다. 사는 지역이 같다는 것은 나중에 그분의 신상이 보도되면서 알았다”고 밝혔다.
그는 당시 상황에 대해, "저는 경찰이 백씨에게 물을 계속 직사하는 상황에서 안전한 장소로 옮길 목적으로 달려갔고,  쓰러진 분을 살피기 위해 다른 사람들이 접근하는 것을 경찰은 접근하는 이들에게도 계속 물대포를 직사하면서 방해했다"며 "등으로 쏟아진 물대포는 성인인 저마저 순식간에 쓰러트릴 정도로 강했다"고 말했다. 그리고, "그때 양손은 아스팔트를 짚었으며 주변에 있는 분들과 함께 백씨를 물대포 각도가 잘 나오지 않는 길가로 겨우 옮겼다"면서 "그런 뒤 저는 원래 대열로 복귀했다"고 밝혔다. 또한, "당일 물대포는 정확히 사람의 얼굴을 겨냥했고 쓰러진 백남기씨에게 지속적으로 살수한 범죄이자 살인 행위"라며 "최루액에 범벅이 되고 코피를 흘리던 백씨의 얼굴이 잊히지 않는다"고 말했다.
그는 "검찰과 경찰의 조사하겠다면 언제든지 응할 것"이라며 "지금은 빨간 우의를 찾을 것이 아니라 누가 물대포를 쐈는지, 명령했는지를 밝혀 책임자를 규명해야 할 때"임을 강조하였다.
이어, ㄱ씨 법률대리인 김성진 변호사는 “일베를 포함해 ㄱ씨를 모함하는 댓글 모두 명예훼손 혐의로 고소할 예정”이라며 “여당 의원도 고소할 것인지 논의 중”이라고 밝혔다.

#### 대한민국 경찰의 공식 입장
2016년 5월 9일 백남기 농민의 유족이 국가를 상대로 제기한 민사소송 재판에 대해 경찰이 서울중앙지방법원 민사 24부에 제출한 답변서에 따르면, 경찰은 백남기 씨의 외상이 물대포에 의한 외상임을 인정하였다. 덧붙여, “다만, 이것은 불법시위를 진압하기 위한 정당한 직무집행 중 일어난 일” 이라 주장하였다.
경찰은 '물대포에 최루액을 혼합하여 살수해 위험이 가중되었다'는 백남기 농민 유족의 주장에 최루액이 아니라 살수 압력이 외상의 원인이라 거듭 밝혔다.
현재까지도 경찰은 공식적으로 물대포에 의한 외상을 인정하고 있다.
2016년 10월 17일 김정훈 서울특별시지방경찰청장은 출입기자들과의 자리에서 빨간우의 남성은 불법 시위 채증에서 인적 사항이 드러나 2015년 12월 11일 조사했으며, 집회 및 시위에 관한 법률 위반과 일반교통방해 혐의로 불구속 입건한 후, 2016년 3월 기소 의견으로 검찰에 넘겼다고 밝혔다. 그러나 이 남성의 가격했다는 의혹에 대해선 검찰이 수사하던 사안이라 경찰에서는 전혀 조사하지 않았다고 밝혔다.

#### 대한민국 검찰의 공식 입장
2016년 10월 12일, 박주민 더불어민주당 의원이 서울대병원으로부터 제출받은 경찰의 압수수색검증영장에 따르면 검찰 역시 9월 6일부터 백남기 농민의 사망 원인중 하나로 '빨간 우의 가격설'을 염두에 두고 수사를 해온 사실이 확인되었다.
2016년 10월 12일 백남기 변호인단의 조영선 변호사는 “의사들의 소견과, 사건 당시 영상을 통해 사실이 아니라는 것을 충분히 확인할 수 있는데도 수사기관이 ‘빨간 우의설’을 계속 꺼내는 것은 경찰 책임을 흐리려는 물타기”라고 비판하였다.

### 사망진단서 논란
백남기가 물대포로 인한 투병 중 급성 신부전증 발생으로 사망에 이르러 병사로 기록되자 사망진단서에 대한 논란이 생겼다. 의학적 관점에서 해당 "사망진단서는 명백한 오류"를 갖고 있었고, "고 백남기씨가 외부적인 요인에 의해 사망했다는 사실 또한 명백"했기에, 9월 30일 서울대학교 의과대학 재학생 102명이  ‘선배님들께 의사의 길을 묻습니다’라는 제목의 성명을 발표하기에 이르렀다. 이 성명에서 재학생들은 백남기의 사망진단서에 대한 의혹을 밝혀달라고 간청했다. 이에, 서울대학교 의과대학 동문 365명은 백남기 씨의 사인은 병사가 아닌 외인사라는 내용의 '후배들의 부름에 응답합니다.'라는 성명을 발표하였다.
현직 의사들 역시 해당 "사망진단서는 전문가 정신을 위배한 것"이라며 "과학적이거나 원칙에 맞지도 않았다"고 지적했다. 백남기 농민 사망진단서를 발부한 레지던트는 '진료부원장 신찬수 교수, 주치의 백선하 교수와 상의해 사망진단서를 작성했다'는 이례적인 메모를 진단서에 남겼고, 백남기의 사위는 사망진단서를 작성한 레지던트가 전화 통화에서 병사가 맞냐고 세 번 물었다고 증언했다. 이후 사망진단서를 작성한 레지던트는 잠적했다고 전해졌으나, 해당 레지던트는 정상근무하여 잠적한 것은 사실이 아닌걸로 밝혀졌다. 10월 10일 서울대학교병원측은 해당 레지던트가 휴대전화 번호를 없애고 연락을 받지 않았던 이유는 모른다고 밝혔다. 해당 레지던트는 “나라면 소견서를 적을 때 물대포라고 적어 낼 텐데 위에서 바뀔 것 같다”는 취지의 이야기, “내 의견은 힘이 하나도 없고, 우리가 생각하는 것보다 위 권력의 힘은 너무 세다. 도와드릴 것은 없지만, 혹시 의학적으로 청문회 전에 물어볼 것이 있으면 얼마든지 와서 질문하시라”는 등의 이야기를 했다고 백남기의 딸인 백도라지는 밝혔다.

#### 주치의의 입장 발표와 추가 논란
이같은 논란에 서울대병원 측은 사망 진단 과정에서 어떠한 외압도 없었고, 원칙적으로 심장마비, 심정지, 호흡부전 등은 사망원인으로 기록할 수 없으나, 백남기의 경우는 달랐다고 반론하였다. 백남기의 주치의였던 백선하 신경외과 교수는, 백남기의 가족이 백남기의 유지를 받들어 여러 합병증에 대해 적극적인 치료를 원하지 않았기 때문에, 급성 신부전으로 인한 고칼륨증이 급속도로 진행됐음에도 불구하고 인공투석 같은 치료를 하지 못 하였다고 항변하였다. 이렇게 가족들이 연명치료를 반대하는 상황으로 인해 심폐정지가 된 것은 특수한 경우였기에 병사라고 사망진단서에 기록했으며, 가족들의 반대 없이 적극적인 연명치료가 이루어졌음에도 불구하고 사망하였다면 진단서의 내용은 달라졌을 것이라고 강조하였다.
하지만 대한의사협회에서는 심폐정지는 "절대로 사망원인이 될 수 없다"는 공식입장을 내놓았다. 기동훈 대한전공의협의회장은 "특위에서 백선하 교수를 제외한 모두가 외인사라 했음에도 사망진단서는 그대로 유지됐다. 주치의 철학이나 특수상황에 대한 진정성 같은 소리는 비겁한 변명"이라며 "서울대병원뿐 아니라 의료계 전체에서 부끄러운 역사로 기록될 것"이라고 서울대병원 특위의 발표를 비판했다. 또한 서울대학교 특별조사위원회 위원장인 이윤성 교수는 '나라면 외인사라 썼을 것'이라고 말해 논란을 키웠으며 이후 JTBC뉴스룸 인터뷰에서 "서울대병원 입장은 외인사인가?"라는 손석희 앵커의 질문에 맞다고 답하였다. 그리고 다음날 CBS 라디오 인터뷰에서 "나는 뇌수술은 백선하 교수한테 받겠어요. 하지만 내 사망진단서를 백선하 교수한테 맡기지는 않겠습니다."라고 말하기도 했다.
대한민국 국회 안전행정위원회 소속 박남춘 더불어민주당 의원이 2016년 10월 14일 국가인권위원회로부터 제출받은 자료에 따르면 백남기 농민의 주치의인 서울대학교 병원 백선하 교수가 사건 발생 이틀 후인 2015년 11월 16일 국가인권위원회 조사관과의 면담에서 백남기 씨의 상태가 매우 위중하고 회복 가능성이 낮다고 증언한 것이 밝혀졌다. 백선하 교수는 백남기 씨의 사망 후인 2016년 10월 3일 서울대학교병원 특별조사위원회 기자회견에서 적극적으로 치료했다면 사망하지 않았을거라 발언한 적이 있다.
현재 각계에서 백남기의 사인이 외인사라고 입을 모으는 가운데 백선하 교수 홀로 병사를 고집하고 있다. 국회 국정감사장에서 백선하 교수는 317일간 백남기의 치료를 맡은 주치의로서 소신껏 사망 원인을 병사로 기록하였기 때문에 변경할 생각이 없고, 물대포로 인한 외인사 여부는 법의학자나 사법당국이 판단할 문제라고 밝혔다.
2016년 10월 3일 대한민국의 15개 의과대학, 의학전문대학원 학생 809명은 백남기 씨의 사망 원인은 외인사임이 분명하다는 내용의 '같이, 우리의 길을 묻습니다.'라는 성명을 발표하였다. 이 성명서에는 “외인사임이 명백한 고 백남기씨의 죽음에 대한 잘못된 진단서로 의사 전체에 대한 신뢰가 무너지는 상황을 저희는 어떻게 받아들여야 하느냐”며 “의사들조차 해당 사망진단서를 비판하는 상황에서 어떻게 이에 근거한 부검영장을 신뢰할 수 있습니까” 등의 내용을 담고 있다.
2016년 10월 18일 부산대학교 의과대학, 의학전문대학원 동문 97명도 백남기 씨의 사망 원인은 외인사이며, 지금이라도 바로 잡아야 한다는 내용의 ‘대한민국 의사들과 함께 길을 찾습니다’ 라는 성명을 발표했다. 이 성명서는 “잘못된 진단서를 근거로 유족들이 고통받고 있다. 진단서 내용이 잘못된 것이라면 그에 근거한 부검 또한 정당성을 잃게 된다” 등의 내용을 담고 있다.

#### 경찰의 부검 시도와 대립
경찰은 백남기의 사망 하루 전인 토요일에 서울대학교병원을 봉쇄, 강제 부검을 우려한 시민들과 대치하였다. 백남기의 사망 이후 경찰이 부검영장을 발부받자, 9월 29일 오전 11시 서울 광화문 세종문화회관 계단에서 정치인, 종교계, 사회원로, 법조계, 시민사회, 문화예술인, 노동, 농민, 빈민, 청년, 학생 등 각계각층의 인사들이 백남기 농민 사망 국가폭력 규탄 시국선언을 개최, 부검에 반대하였다.
2016년 10월 5일 서울중앙지방법원은 백남기에 대한 부검 영장을 발부한 서울중앙지법에 대한 국정감사에서 백남기에 대한 영장에 대해, 집행에는 유족과의 협의 등의 제한 규정을 지켜야 하고 이는 권고가 아닌 의무 사항이라 말하며, '일부 기각, 일부 인용'이라 밝혔다. 2016년 10월 14일 대법원에 대한 국회 법제사법위원회 국정감사에서 앞선 서울중앙지방법원의 입장에 대한 대법원의 견해를 묻는 백혜련 더불어민주당 의원의 질문에 유족의 동의 등의 제한조건은 단순한 권고가 아닌 의무규정이라는 동일한 입장임을 밝혔다.
10월 23일 경찰은 서울대학교병원에서 부검 영장을 집행하려다가 실패하였고, 25일 영장을 재집행하려다가 병원에서 철수하였다. 10월 28일 경찰은 부검 영장의 재신청과 부검을 완전히 포기하였다.

#### 병원 측의 사망진단서 변경과 주치의의 불복
서울대병원은 2017년 6월 15일 어린이병원 1층에서 기자회견을 열고 백남기의 사망진단서에 기재된 사망의 종류를 기존 '병사'에서 '외인사'로 변경하기로 했다고 밝혔다. 서울대병원에 따르면 사망진단서를 직접 작성한 신경외과 전공의가 병원 의료윤리위원회의 수정 권고를 받아들여 진단서를 수정하였다. 또한 서울대병원은 이날 기자회견에서 유가족에게 사과의 뜻을 밝혔다.
백남기의 유족 측이 제기한 소송에서 법원은 5천여만 원을 배상하라는 화해 권고를 내렸는데, 병원 측은 받아들이기로 했지만, 주치의였던 백선하 교수는 이에 불복해 이의를 제기하였다. 백선하 측은 재판 과정에서도 줄곧 의학적 사실에 따라 병사로 판단했다고 주장해온 것으로 전해졌다.